# Peirosa (Torí)
Peirosa (italià Perosa Argentina) és un municipi italià, situat a la ciutat metropolitana de Torí, a la regió del Piemont. L'any 2007 tenia 3.731 habitants. Està situat a la Vall Chisone, una de les Valls Occitanes. Forma part de la Comunitat Muntanyenca Vall Chisone i Vall Germanasca. Limita amb els municipis de Coazze, Giaveno, l'Envèrs de Pinascha, Perrero, Pinasca, Pomaretto i Roure.

## Administració
| Període | Identitat         | Partit        |
| ------- | ----------------- | ------------- |
| 2004-   | Giovanni Laurenti | Llista cívica |